# Zoltán Stieber
Zoltán Stieber (Sárvár, 16 de outubro de 1988), é um futebolista húngaro que atua como Meia-atacante. Defende atualmente o D.C. United.

## Carreira
Stieber fez parte do elenco da Seleção Húngara de Futebol da Eurocopa de 2016.